# Arctia monosema
Arctia monosema är en fjärilsart som beskrevs av Smith 1957. Arctia monosema ingår i släktet Arctia och familjen björnspinnare. Inga underarter finns listade i Catalogue of Life.